# Dal a bordélyházból
A Dal a bordélyházból (alternatív cím: Paravánok mögött dalolva, eredeti cím: Cantando dietro i paraventi) 2003-ban bemutatott olasz–brit–francia filmdráma, amelynek főszereplői Bud Spencer és Icsikava Dzsun. Az élőszereplős játékfilm rendezője és írója Ermanno Olmi, producerei Roberto Cicutto, Luigi Musini és Tom Rosenberg, zeneszerzője Han Yong. A mozifilm a Paolo Cottignola, a Cinema 11 undici, a Rai Cinema, a Lakeshore Entertainment és a Pierre Grise Productions gyártásában készült. Műfaja drámai kalandfilm.
Olaszországban 2003. október 24-én mutatták be a mozikban, Magyarországon 2007. augusztus 4-én a TV2-n vetítették le a televízióban.

## Cselekmény
Az 1930-as években egy fiatal férfi véletlenül betéved egy bordélyházba, miközben egy kínai városban próbál eligazodni. A fiatalember nem tud ellenállni a csábításnak; eközben a falakon kívül harcok zajlanak.
A harcok egyik vezetője, Ching admirális mögött haszonlesők állnak, akik meggyőzik a császárt, hogy ígérjen Chingnek egy komoly megbízatást, ha abbahagyják a lövöldözést. Ám egy váratlan gyilkosság az események különös láncolatát indítja el, amelyet még évek múlva is emlegetnek.

## Szereplők
| Szereplő                               | Színész             | Magyar hang     |
| -------------------------------------- | ------------------- | --------------- |
| Az öreg kapitány                       | Bud Spencer         | Ujlaki Dénes    |
| Vedova Ching                           | Icsikava Dzsun      | Németh Borbála  |
| Confidente                             | Sally Ming Zeo Ni   | Urbán Andrea    |
| Nostromo főhajós, a fekete ruhás kalóz | Camillo Grassi      | Kőszegi Ákos    |
| Ching admirális                        | Makoto Kobayashi    | Juhász Zoltán   |
| Császári méltóság                      | Wen Li Guang        | Versényi László |
| Császári követ                         | Chen Ruohao         | Szokol Péter    |
| Tudatlan vendég                        | Davide Dragonetti   | Berkes Bence    |
| Katonavendég                           | Alberto Capone      | Borbély László  |
| Mery Red                               | Carlene Ko          | nem szólal meg  |
| Thin Kwei admirális                    | Sultan Temir Omarov | N/A             |
| Kis Guiady                             | Bellini Zheng       | N/A             |
| Kwo Lang főadmirális                   | Yang Li Xiang       | Szokolay Ottó   |
| Idős nő a bordélyházban                | N/A                 | Kassai Ilona    |

## Televíziós megjelenések
TV2